# Ньяцусу
Ньяцусу (*д/н — бл. 1740) — 21-й мвене-мутапа (володар) Мономотапи в 1735—1740 роках.

## Життєпис
Походив з династії Мбіре. Старший син мвене-мутапи Саматамбіре Ньямханду. 1735 року спадкував трон. Дотримувався союзу з Португалією, торгівці якої відновили вплив на всій території Мономотапи. В результаті доволі швидко втратив вплив й авторитет серед залежних вождів та підвладних племен. 1740 року повалений молодшим братом Дебве Мупунзагуту.